# Give Myself to You
"Give Myself to You" é uma canção da banda americana de rock Train, que está no seu quarto álbum de estúdio, intitulado For Me, It's You.

## Paradas musicais
| Paradas (2006)            | Melhor positção |
| ------------------------- | --------------- |
| Billboard Adult Pop Songs | 34              |